# 克里斯蒂安·洛倫茨
克里斯蒂安·“弗拉克”·洛伦茨（德語：Christian "Flake" Lorenz，德語：[ˈkʁɪsti̯a(ː)n ˈflaːkə ˈloːʁɛnts]；1966年11月16日—），德国音乐人，现担任Rammstein的键盘手。他同时也因在乐队Feeling B而为人所知。

## 生平

### 早年
弗拉克在柏林前普伦茨劳贝格区（现属潘科的自治市）长大并仍然生活在那里，他还利用他的旧校舍来进行排练。
弗拉克被称为是一个受过教育的钢琴家，他说他选择三岁去弹钢琴是因为儿时的一位伙伴。他的父母送他去了一家音乐学校，并花了100东德马克买了架钢琴作为他的15岁生日礼物。
弗拉克像别的男孩一样，开始迷上了摇滚,他停了他的课程去演奏他父亲的爵士唱片，弗拉克说：“当我加入了第一个乐队，我注意到我不会弹奏现代音乐，我仍然不会！”在16岁时，他当过学徒，做过模具制造，虽然都十分短暂。
他有一个大他四岁的哥哥。

### Feeling B时期
1983年当他16岁时，他与保罗·兰德斯和住在东德的瑞士人Aljoscha Rompe开始玩乐队，他在乐队里待了大约十年，Felling B早期扎根在地下朋克现场，随着时间推移，Felling B的人气开始在东德增长，尽管仍是一个地下乐队。
弗拉克早期与保罗住在同一个房间，当他们不开演唱会时，他和保罗会把床单碎片制成夹克卖到黑市上。
乐队在90年代中期解散，但乐队成员还会在特殊场合开个人演唱会直到2000年11月Rompe死于急性哮喘。

### Rammstein时期
1994年蒂尔·林德曼, 理查德·克魯斯帕, 奥利·里德尔和克里斯多夫·施耐德赢得了一场比赛，使他们赢得了录制一部职业四轨样本唱片的机会,保罗·兰德斯正式加入了乐队，他最初不愿意加入他们五个人并纠缠着成为Rammstein的一员，因为他认为他们太无聊了。最终，他同意加入，他们开始制作他们的第一张专辑Herzeleid。
在乐队演出和MV中，弗拉克经常像这个乐队的外来人，或许是因为作为一名键盘手在重金属组合中比较特殊，在MVKeine Lust中他扮演成一名科学奇才但被其他人孤立，他经常遭到乐队其他成员的整蛊尤其是林德曼，这些独特的角色以及舞台表演使他很受歌迷的欢迎。
最让弗拉克出名的大概是他Bück dich一曲的争议性的表演。那一次他和主唱Till 林德曼用喷水的假性器模拟鸡奸。1999年6月5日林德曼和弗拉克在美国麻省的Worcester被捕，控诉罪名是猥亵和挑逗行为。来自Worcester警察局的警官Thomas Radula的供述称，林德曼在舞台上与弗拉克模仿鸡奸，“用阴茎状物体向人群喷水”。他们被关押到第二天，花了25美金保释。经过数月的法律辩论，他们最终被处以100美金罚款。
他在Bück dich中的角色不是他唯一出名的演唱会举动。直到2002年以前，弗拉克驾一小艇，在观众头顶上“冲浪”，这是在Seemann中的表演，2002年时Olli取代了他的位置。据弗拉克说，采取这样的改变是因为他太经常受伤。2001年圣彼得堡的一场演唱会期间，弗拉克从小艇中被人群顶翻，差点整个被剥光。作Mein Teil的演出时，弗拉克被蒂尔用火焰喷射器在一口大锅中“煮”。弗拉克在演唱Weißes Fleisch时会跳一支即兴的弗拉克舞。在视频Keine Lust中，弗拉克坐着一辆电动轮椅。他在Benzin的MV里扮演一个站在建筑物顶端欲跳楼自杀的人。在Ich will中，弗拉克被绑在炸弹上并在片尾爆炸。在Pussy中，弗拉克被塑造成了一名名为Heeshie的双性人
2005年7月30日瑞典Gothenburg的一场演唱会中，蒂尔·林德曼在亚美利加的演出过程中，弗拉克骑賽格威意外冲向他时膝盖受伤。这致使预定的在亚洲举行的演唱会被取消。
2005年弗拉克患上了腮腺炎，导致南美巡演取消。

## 个人生活

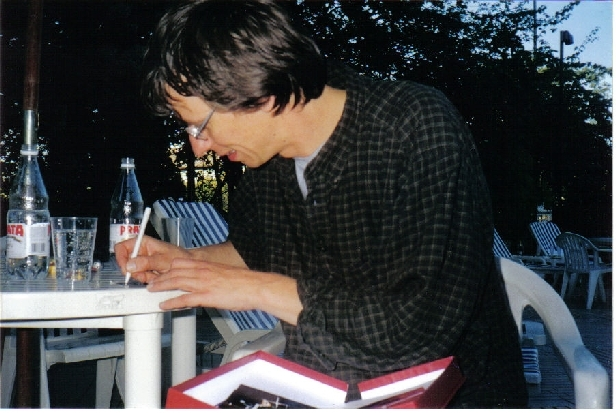
弗拉克

弗拉克离过一次婚，有三个孩子，已知一位女儿叫安娜。
2008年9月12日，弗拉克与德国艺术家Jenny Rosemeyer再婚，她为Rammstein的歌曲"Roter Sand"中提供口哨。婚礼庆祝活动在弗拉克位于利本瓦尔德的房产中持续了3天，Knorkator乐队参与了活动。
个人方面的信息很少为人所知，因为他选择保持私密。他曾描述在Rammstein的风险较高部分，像洗了个冷水澡。他说：“这并不觉得特别好，但后来你会得到一个很好的感觉”。弗拉克是一位无神论者。他反对有组织的宗教。引用他的一句话来说：“我不赞成制度苛刻的宗教信仰。我同时认为宗教狂热和传教活动是危险的。”
弗拉克看来对美国和大部分美国文化持怀疑态度。他称之为“病态、颓废，没有文化的国家”。
弗拉克喜欢听约翰尼·卡什、医生乐队、安慰劑、酷玩乐队、堕落体制、超凡乐团的歌曲，有一次他说他想成为滚石乐队的第六员。
弗拉克业余爱好绘画和古董汽车。他拥有一部奔驰并从事古董汽车出租的生意。
2005年10月5日，弗拉克出现在德国之声上。当被问及他对德国再统一的感想时，他说他宁愿要怀念从前的事物。“即使德意志民主共和国得以幸存，我仍然会做一个音乐家。世界的规模不断扩大带来了国际间比较的危险。东德的乐队是那里仅有的，而如果你在那儿成功了，你就是成功的。我怀念那种简单。你走进一间酒吧，点了杯啤酒，你得到那杯啤酒。他们不会问你要不要泡沫，在顶上还是地下。拥有太多的选择令我很不爽，我真的不想这样。”
2011年11月弗拉克的房子发生了火灾，警方设法识别和捕获的纵火犯，是一名28岁的男性，有犯罪前科。

### 昵称
克里斯蒂安·洛伦茨常用昵称“弗拉克（Flake）”（德语发音："Flak-eh"）和“Doktor”。他从小就有“弗拉克”这个昵称，源于德国与日本合制的卡通片北海小英雄，在70年代Lorenz所在的普伦茨劳贝格区非常流行。“Doktor”是因为他想成为一名外科医生，但他因拒绝服东德军兵役而不能学医，在一次采访中他表示，“弗拉克”是他的正式名称。

## 语录
|  | 周末的音乐会总是差不多（Felling B时期），早上我们会面，坐在旧卡车里喝啤酒。我们驱车六个小时，喝啤酒。他们来了，他们喝啤酒。吃晚饭，调音，喝啤酒。开音乐会，喝啤酒，音乐会过后，喝烈酒。我们享受着半死，这是安排的一部分。酒精——在东德的唯一东西，我们像马一样的地喝着，我现在追溯都不敢相信。这里有音乐会的照片，我们的主唱阿廖沙在台上都醉了，快睡着了。 |